# Zurcaroh
Zurcaroh ist eine aus 48 Mitgliedern bestehende österreichische Akrobatik- und Tanzgruppe aus Götzis, Vorarlberg, welche mit ihrem Leiter Peterson da Cruz Hora Showakrobatik präsentiert.

## Geschichte
Der Brasilianer Peterson da Cruz Hora, Gründer und Choreograph der Gruppe Zurcaroh, beschäftigt sich schon seit klein auf mit Akrobatik und Tanz. Elf Jahre lang trainierte und choreografierte er bereits die Auftritte anderer Gruppen. 2007 gründete er in Brasilien die Akrobatikgruppe „Zurcaroh“. Mit ihr nahm er im selben Jahr an der 13. Gymnaestrada im österreichischen Dornbirn teil. Anschließend ließ Peterson sich auch in Vorarlberg nieder und gründete 2009 die Gruppe Zurcaroh erneut. Zu Beginn bestand die Gruppe, welche rasch an Bekanntheit gewann, aus dreizehn aus Österreich stammenden Mitgliedern.

### 2011
2011 starteten Zurcaroh mit einem Auftritt in Lausanne in das internationale Showbusiness. Ein Jahr später konnten sie sich dann für die Gym for Life World Challenge 2013 in Kapstadt qualifizieren.
Mit dem dortigen Erfolg, dem Weltmeistertitel des Weltturnverband (FIG), begann der Aufstieg von einer weitgehend unbekannten Akrobatikgruppe zu einem weltweit engagierten Showact.
2014 präsentierte Zurcaroh erstmals die Show „The Different Faces of the World“ in der eigens dafür veranstalteten 90-minütigen Gala Nacht eine Kombination aller ihrer bisherigen großen Choreographien.
Bei der 15. Welt-Gymnaestrada im Jahr 2015 stellte  Zurcaroh den krönenden Abschluss.
Bei der 2016 stattfindenden Sportgala „Univé Gym Gala – A Touch of Gold“, einer der größten ihrer Art, wo die besten Sportler der Niederlande gegeneinander antreten, zeigte Zurcaroh ebenfalls die Abschlussshow. In der Fernsehshow „Incroyable Talent“, der französischen Version des Supertalents, konnten sie den sogenannten „Golden Buzzer“ ergattern, welcher sie für das Finale dieser Sendung qualifizierte.

### 2018
Seit 2018 besteht die Gruppe aus nunmehr 48 Athleten im Alter von 7 bis 40 Jahren. Sowohl das sportliche Niveau der Gruppe als auch ihre Bekanntheit hat sich mit der Zeit gesteigert.
Im Juni 2018 wurden sie zu einem Gastauftritt in der Show „Plus Grand Cabaret du Monde“ in Monte Carlo eingeladen; eine französische Show, die erstmals am 26. Dezember 1998 ausgestrahlt wurde und inzwischen als eine der größten Entertainment-Shows der Welt gilt.

Im Mai nahm die Gruppe bei der amerikanischen Talentshow des Fernsehsenders NBC „America’s Got Talent“ teil  und erreichte am 18. September 2018 in Los Angeles als einzige Amateurtruppe im Finale den zweiten Platz.

## Trivia
- Ein prominentes ehemaliges Mitglied ist die Skirennläuferin Christine Scheyer.[8]